# Episodi di Adventure Time (terza stagione)
La terza stagione di Adventure Time è stata trasmessa negli Stati Uniti per la prima volta dall'11 giugno 2011, in Italia a partire dal 1º aprile 2012.
| Nº | Nº | Titolo originale      | Titolo italiano             | Prima TV          | Prima TV italiana |
| -- | -- | --------------------- | --------------------------- | ----------------- | ----------------- |
| 53 | 1  | Conquest of Cuteness  | Il mega fagottino           | 11 luglio 2011    | 1º aprile 2012    |
| 54 | 2  | Morituri te Salutamus | Fantasmi gladiatori         | 18 luglio 2011    | 1º aprile 2012    |
| 55 | 3  | Memory of a Memory    | Viaggio nella memoria       | 25 luglio 2011    | 1º aprile 2012    |
| 56 | 4  | Hitman                | Ghiaccio e fuoco            | 1 agosto 2011     | 17 aprile 2012    |
| 57 | 5  | Too Young             | Ritorno alla realtà         | 8 agosto 2011     | 18 aprile 2012    |
| 58 | 6  | The Monster           | Il mostro                   | 15 agosto 2011    | 19 aprile 2012    |
| 59 | 7  | Still                 | La bestia astrale           | 22 agosto 2011    | 20 aprile 2012    |
| 60 | 8  | Wizard Battle         | La battaglia dei maghi      | 29 agosto 2011    | 20 aprile 2012    |
| 61 | 9  | Fionna and Cake       | Gommorosa e Regina Ghiaccio | 5 settembre 2011  | 19 aprile 2012    |
| 62 | 10 | What Was Missing      | Una band di amici           | 26 settembre 2011 | 23 aprile 2012    |
| 63 | 11 | Apple Thief           | Un armadio profumato        | 3 ottobre 2011    | 23 aprile 2012    |
| 64 | 12 | The Creeps            | Controscherzetto            | 17 ottobre 2011   | 25 aprile 2012    |
| 65 | 13 | From Bad to Worse     | Il ritorno dei dolci zombie | 24 ottobre 2011   | 24 aprile 2012    |
| 66 | 14 | Beautopia             | I Galleggiagonfi            | 7 novembre 2011   | 24 aprile 2012    |
| 67 | 15 | No One Can Hear You   | Festa a sorpresa            | 14 novembre 2011  | 25 aprile 2012    |
| 68 | 16 | Jake vs. Me-Mow       | Jake vs. Gattivo            | 21 novembre 2011  | 26 aprile 2012    |
| 69 | 17 | Thank You             | Lezioni di cuore            | 23 novembre 2011  | 18 aprile 2012    |
| 70 | 18 | The New Frontier      | Il sogno premonitore        | 28 novembre 2011  | 26 aprile 2012    |
| 71 | 19 | Holly Jolly Secrets   | Segreti natalizi            | 5 dicembre 2011   | 27 aprile 2012    |
| 72 | 20 | Holly Jolly Secrets   | Segreti natalizi            | 5 dicembre 2011   | 27 aprile 2012    |
| 73 | 21 | Marceline's Closet    | Segreti nascosti            | 12 dicembre 2011  | 30 aprile 2012    |
| 74 | 22 | Paper Pete            | Paginelli contro Muffosi    | 16 gennaio 2012   | 1 maggio 2012     |
| 75 | 23 | Another Way           | Lacrime di ciclope          | 23 gennaio 2012   | 1 maggio 2012     |
| 76 | 24 | Ghost Princess        | La Principessa Fantasma     | 30 gennaio 2012   | 2 maggio 2012     |
| 77 | 25 | Dad's Dungeon         | Le segrete di papà          | 6 febbraio 2012   | 2 maggio 2012     |
| 78 | 26 | Incendium             | Il Regno di Fuoco           | 13 febbraio 2012  | 30 aprile 2012    |

## Il mega fagottino
Finn e Jake sono perseguitati dai Carini, delle creature dall'aspetto tenero ma molto malvagie. I due avventurieri scopriranno che gli esserini non sono pericolosi al contrario di come si credeva.

## Fantasmi gladiatori
Finn e Jake vedono un'arena e entrando fanno la conoscenza di Re Lotta il quale li intrappola e li fa combattere contro due fantasmi gladiatori, i due amici riescono a sconfiggerli, ma prima di potersene andare il re li fa sprofondare sottoterra dicendogli che avrebbero ottenuto la libertà solo se avessero sconfitto tutti i fantasmi gladiatori. Finn dice che se vogliono uscire dall'arena devono lottare contro i fantasmi, Jake però propone che mentre Finn combatte lui avrebbe scavato una fossa per far salire la lava, prende quindi un mucchio di sabbia con la sua forma per ingannare Re Lotta il quale fa uscire Finn da sotto terra, il ragazzo sconfigge gli altri due avversari e dopo che Re Lotta gli dà il premio Finn inizia stranamente a diventare più aggressivo e Jake se ne accorge, nell'incontro successivo l'avventuriero viene messo contro tutti i fantasmi gladiatori rimasti e si avventa su di loro con tanta furia da sconfiggerli tutti ma Re Lotta gli dice che prima di dichiarare vittoria deve sconfiggere un ultimo avversario: Jake, Finn allora attacca il mucchio di sabbia ma proprio in quel momento Jake esce fuori da sotto terra e il suo amico appena lo vede lo attacca, dopo un po' dice che gli serve una spada più grande, Re Lotta gli dà la sua e Finn la distrugge disintegrando allo stesso tempo il re e liberando i fantasmi. Si scopre che faceva tutto parte del piano del ragazzo, infatti riescono finalmente ad uscire dall'arena che nel frattempo crolla dietro di loro.

## Viaggio nella memoria
Uno strano individuo incarica Finn e Jake di salvare Marceline da un sonno che potrebbe durare in eterno se loro due non entrano nei suoi ricordi e far sparire il suo peggior ricordo, i due entrano e dopo una lunghissima ricerca scoprono che il peggior ricordo è quello in cui il suo ex fidanzato Ash l'ha fatta arrabbiare vendendo il suo peluche preferito ad una strega costringendo Marceline a lasciarlo, Finn e Jake tirano il ricordo fuori dalla sua memoria ed escono anche loro ed in quel momento Marceline si sveglia e lo strano individuo si rivela essere Ash che spiega qual era il suo piano agli eroi, Ash voleva riconquistare Marceline invano che non aveva dimenticato quello che aveva fatto quindi ha usato Finn e Jake per entrare nella sua memoria e farle dimenticare quello che era successo in modo che lei lo perdonasse. Finn e Jake allora li inseguono fino a casa di Ash e mentre Jake crea un diversivo per distrare Ash, Finn entra in casa di nascosto e mostra a Marceline il ricordo che aveva tolto facendole ricordare tutto. L'episodio si conclude con Finn, Jake e Marceline che picchiano Ash.

## Ghiaccio e fuoco
Re Ghiaccio assume un Bruciatore per punire Finn e Jake, ma la situazione sfugge di mano quando il Bruciatore tenta di ucciderli e re ghiaccio, capito il suo errore dovrà salvarli. 

## Ritorno alla realtà
Dopo che il conte Limoncello assume il comando del regno di Dolcelandia, Finn e la principessa Gommarosa di 13 anni gli fanno alcuni scherzetti per mandarlo via ma senza successo. Dopo esser stati rinchiusi nelle segrete dal conte, Gommarosa è costretta a tornare all'età di 18 anni per riprendere il comando aumentando la sua biomassa. Alla fine i due sono sulla scalinata e Finn le chiede se vuole abbracciarlo di nuovo ma rifiuta dicendo che è successo almeno 5 anni prima. Allora Finn chiama Jake e gli dice che Gomma lo ha già lasciato e questi gli spiega come fare a conquistare il cuore delle principesse (prendendo spunto dal videogioco che aveva appena vinto).

## Il mostro
Finn e Jake ricevono una videochiamata dai regnanti dello Spazio Bitorzolo che chiedono loro di ritrovare la loro figlia, darle il cesto di panini e chiederle di tornare dai genitori. I due amici si incamminano nel bosco e incontrano una famiglia che racconta di un mostro che divora il raccolto, dunque scelgono di aiutare il villaggio e cercare PSB in seguito. Quando entrano nella tana del mostro scoprono che esso è in realtà la principessa che, per farsi perdonare, dona i suoi panini agli abitanti del villaggio.

## La bestia astrale
Finn e Jake si svegliano paralizzati, scoprendo che Re Ghiaccio, per farli diventare suoi amici vuole condividere dei momenti con loro e perciò li ha dovuti paralizzare con pozione in una bottiglia. Intanto Finn entra in un mondo tutto suo per chiamare la sua bestia astrale. Il mattino dopo, mentre Re Ghiaccio prepara la colazione, Finn avverte Jake che la bestia astrale stava arrivando, credendo che fosse una bestia feroce, ma che scopre trattarsi di farfalle. I due eroi trovano comunque il modo di sfruttarle usandole per volare e arrivare a Re Ghiaccio, minacciandolo. Infine il Re si arrende e prende l'antidoto, che ha scambiato per la pozione paralizzante, finendo anche lui paralizzato. Ma una speranza c'è ancora per i tre, che però si scordarono della mania di Gunther di rompere le bottiglie, il quale fa cadere l'antidoto.

## La battaglia dei maghi
Finn e Jake stanno per assistere a un torneo fra maghi (che si tiene in uno stadio abbandonato), il premio è un bacio sulla bocca da parte della principessa Gommarosa, Re ghiaccio cercherà di imbrogliare perciò Finn e Jake si travestiranno da mago per impedirgli di vincere. Verranno aiutati dal mago Abracadaniel.

## Gommorosa e Regina Ghiaccio
Fiona e Cake stanno aiutando il principe Gommorosa a decorare per la sala per il ballo biennale della gomma, quando Regina Ghiaccio irrompe nel castello e cerca di rapire Gommorosa. Fiona e Cake iniziano a combatterla prima che scompaia misteriosamente. Gommorosa (che è apparentemente illeso) organizza un appuntamento con Fiona. Ai giardini del castello, i due incontrano Gommorosa e il suo destriero Lord Monocromo. 
Il gruppo poi vola in aria mentre Gommorosa fa una serenata a Fionna alla fine le chiede di essere la sua ragazza. Quando Fiona e Cake arrivano al ballo, il principe porta Fiona nella sua stanza e qui si scopre che in realtà si tratta di Regina Ghiaccio travestita, la quale ha organizzato una trappola per liberarsi di Fiona. 
Fiona sconfigge la nemica e il vero Gommorosa chiede a Fionna un appuntamento ma viene rifiutato; Fionna nota che al momento non ha bisogno di un fidanzato, salvo poi affermare di essere innamorata di Re Ghiaccio. A questo punto viene rivelato che l'intera storia era una fanfiction scritta da Re Ghiaccio e che sta leggendo a Finn e Jake (che sono intrappolati nel ghiaccio). Lo stregone gli chiede se hanno apprezzato la sua storia; Finn esita all'inizio, ma lo calma frettolosamente quando questi li minaccia.

## Una band di amici
Il Mastro di porte ruba oggetti cari a vari personaggi, tra cui Finn, Jake e BMO, poi Gommarosa e Marceline, che lo inseguono, arrivando in un canyon rosso. Il Mastro di porte fa apparire un enorme portone, che si richiude al suo passaggio. Per aprirlo necessitano di un "gruppo musicale e una canzone come si deve": Jake fa "il matto del gruppo", suonando il violino, Gommarosa "suona" BMO, Marceline il basso-ascia, iniziando a cantare. Quando la porta sta per aprirsi, si ferma; Jake va via e i rimanenti cucinano degli spaghetti. A sera, Gommarosa sceglie di cantare una canzone, tentando di coordinare gli altri ma, provocando solo confusione. Dopo un diverbio tra le due ragazze, vanno via tutti tranne Finn, il quale inizia a cantare capendo che la porta si sarebbe aperta ascoltando la verità di una canzone. Tutti si uniscono, facendo spalancare la porta; dopo averla attraversata, raggiungono il Mastro di porte in fondo, mangiando un sandwich. Dopo averlo picchiato recuperano i propri oggetti, che Jake distribuisce, ma a Marceline non mancava niente, giungendo alla conclusione che voleva solo stare insieme a loro. La vampira si trasforma in un mostro e li insegue.

## Un armadio profumato
Finn, lamentandosi del cibo cucinato da Jake, decide di andare a mangiare una torta da Melaverde, la quale si fa trovare accasciata al pavimento, spiegando di essere stata derubata delle mele. I ragazzi vanno a Dolcelandia a cercare le mele, ma in un locale vengono picchiati perché scambiati per spie di un certo Cono Girato. Jake riconosce l'anello di uno dei malviventi, e conduce gli altri a una porta alla quale apre un ottuso verme-caramella. Si scopre che le mele nel gergo dei malviventi sono diamanti. Tornati a casa i ragazzi ritrovano le mele nell'armadio dell'elefantina grazie all'olfatto di un maiale incontrato nell'ultimo posto visitato. Melaverde, convinta di essere colpevole, chiama la polizia per costituirsi. Prima di essere portata via Finn scopre la vera causa della scomparsa delle mele: dei corvi.

## Controscherzetto
Finn e Jake vanno ad una festa in maschera con Gommarosa, Cannello, principessa dello spazio bitorzolo e BMO, ma sembra che ci sia un fantasma che tenta di impossessarsi di uno di loro per uccidere tutti gli altri.

## Il ritorno dei dolci zombie
Gommarosa per sbaglio trasforma i dolci botti in dolci zombie di nuovo e siccome viene trasformata anche lei rimangono solo Finn, Jake, principessa dello spazio bitorzolo e Lady Iridella a fronteggiarli.

## I Galleggiagonfi
Finn e Jake aiutano Marisol a mettere un fuoco nella cima più alta di Beautopia, ma per farlo dovranno affrontare i mostruosi galleggiagonfi.

## Festa a sorpresa
Un cervo rompe le gambe a Finn, il quale si ritrova all'ospedale con le gambe fasciate, e deve spostarsi con una sedie a rotelle, dopo un po' trova Jake con la testa fasciata che gli comunica che i dolci botti gli stanno organizzando in segreto una festa a sorpresa, ecco perché non c'è nessuno in giro, però dopo aver aspettato tutto il giorno Jake gli confessa che sta aspettando da sei mesi la sorpresa, Finn sbigottito non ha più dubbi sulla pazzia di Jake e corre a cercare i dolci botti in un tombino strano ma Jake lo blocca e lo ammanetta per non farlo scappare ma Finn riesce comunque a liberarsi e scappare e siccome la sedie a rotelle è già stata distrutta da Jake corre faticosamente e... colpo di scena, i gessi di Finn si rompono e lui corre normalmente, questo gli permette di saltare nel buco e entrato da una porta vede i dolci botti e la principessa Gommarosa intrappolati e sofferenti, Finn crede sia stato Jake visto che sta proprio cominciando ad impazzire e lo attacca fino a farlo svenire, quando si sveglia la follia sembra essere scomparsa e Finn gli spiega che è stata colpa del cervo che l'aveva messo KO.
All'improvviso arriva il cervo che prova a catturare anche loro e Finn ingaggia uno scontro corpo a corpo con lui mentre Jake libera i dolci botti, infine Finn riesce a stendere il cervo facendolo svenire. Tutti infine escono festeggiando.

## Jake vs. Gattivo
Un assassino di nome Gattivo ordina a Jake di uccidere la principessa lampona altrimenti sarà Gattivo ad annientarlo con del veleno, Jake prova a liberarsi di lui senza uccidere la principessa e Gattivo infuriato lo avvelena dicendogli che se avrebbe ucciso la principessa gli avrebbe dato l'antidoto ma il cane non ha il coraggio di ucciderla, alla fine si salverà grazie all'aiuto di Finn che sconfiggerà Gattivo a duello.

## Lezioni di cuore
Un golem di neve fa amicizia con un lupo di fuoco, ma infine sarà costretto a riportarlo nella sua specie.
Nel frattempo Finn e Jake perseguitano re ghiaccio per farsi ridare i sandwich.

## Il sogno premonitore
Jake vede in un sogno premonitore la sua morte e Finn farà di tutto purché questo non accada.

## Segreti natalizi
Finn e Jake trovano una valigia contenente videocassette; tornati a casa scoprono che si tratta del "diario" di Re Ghiaccio che lui aveva seppellito per qualche ragione e iniziano a così a vedere le videocassette nella speranza di scoprire qualche suo segreto. Intanto Re Ghiaccio tenta di entrare in casa di Finn e Jake, insospettito per le loro azioni e quando scopre che stanno guardando le sue videocassette, furioso, inizia a travolgere la casa con una bufera di neve.

## Segreti natalizi (2ª parte)
Finn e Jake continuano a vedere le videocassette di Re Ghiaccio, non trovando ancora niente di interessante. Intanto Re Ghiaccio, non volendo che Finn e Jake scoprano il suo segreto, fa irruzione nella casa con un esercito vivente di pupazzi di neve. Durante la lotta BMO manda in onda l'ultima videocassetta: si scopre quindi che molti anni fa, prima della Guerra dei Funghi, Re Ghiaccio era un umano di nome Simon Petrikov e faceva come mestiere l'archeologo. Un giorno comprò una strana corona gemmata (la stessa che indossa ora); il contatto con tale oggetto gli fece guadagnare poteri sul ghiaccio ma gli fece perdere lentamente la sanità mentale oltre a modificarne l'aspetto, causando pure la rottura con la sua fidanzata, Betty. Sapendo che stava impazzendo, Simon implora perdono se in futuro farà qualcosa di male. Terminata la cassetta, Finn e Jake sono scioccati mentre Re Ghiaccio sembra apparentemente non ricordarsi niente del suo passato (si vergognava piuttosto che da "giovane" aveva gli occhiali). Finn e Jake allora scambiano regali con lui e decidono che una volta all'anno (a Natale) si sarebbero tutti riuniti per divertirsi.

## Segreti nascosti
Finn e Jake entrano in casa di Marceline nonostante lei non voglia e quando torna a casa i due amici si nascondono nell'armadio per non farsi scoprire.

## Paginelli contro Muffosi
In biblioteca Finn aiuta i paginelli a combattere contro i muffosi, mangiatori di libri.

## Lacrime di ciclope
Finn decide di partire per un'avventura per trovare il ciclope le cui lacrime possono guarire qualsiasi ferita.

## La Principessa Fantasma
Finn e Jake stanno mangiando hot dog nella foresta quando sono interrotti dalla principessa fantasma che gli rivela che è condannata a vagare per il mondo dei vivi fino a quando non scoprirà come è morta. Finn e Jake decidono di indagare mentre la principessa fantasma conoscerà meglio il fantasma Clarence.

## Le segrete di papà
Finn e Jake entrano in una segreta piena di mostri malvagi per trovare la spada demoniaca, la spada che era appartenuta al loro padre.

## Il Regno di Fuoco
Jake va nel regno di fuoco per trovare la ragazza giusta per Finn ma quando scopre che la principessa Fiamma è "cattiva" scappa anche se viene inseguito dalla principessa e Finn si prende una cotta.